# Ivaté
Ivaté ist ein brasilianisches Munizip im Bundesstaat Paraná. Es hat 6.831 Einwohner (2022), die sich Ivateenser nennen. Seine Fläche beträgt 411 km². Es liegt 397 Meter über dem Meeresspiegel.

## Etymologie
Der Name stammt aus dem Tupi. Er wurde zur Erinnerung an die eingeborene Bevölkerung gewählt, die vor der Wiederbesiedlung in der Region lebte. Sie gehörte vorwiegend zu den Kaingang, Zoras und Xetá. Der Name ist zusammengesetzt aus Ybá (Frucht) und Eté (wahr).

## Geschichte

### Neubesiedlung ab Mitte des 20. Jahrhunderts
Mitte der 1940er und 1950er Jahre gab es eine bemerkenswerte Migrationsbewegung und die Entstehung mehrerer Siedlungskerne in den nördlichen und nordwestlichen Regionen von Paraná, mit der Aussicht auf Wohlstand durch Kaffeeanbau. Um 1955 erreichte die Kaffeefront die Region Umuarama und damit das Gebiet, das heute die Gemeinde Ivaté bildet. Die Ansiedlung wurde von der Companhia Brasileira de Imigração e Colonização (COBRINCO) gefördert, indem das Unternehmen günstige Bedingungen für den Landerwerb anbot.

### Kaffeeanbau und Industrialisierung
Die Bevölkerungsentwicklung von Ivaté folgte der Kaffeewirtschaft der Region. Bis in die 1970er Jahre, noch bevor Ivaté zur Gemeinde wurde, lebten hier mehr als 10.000 Einwohner. Seit den 1970er Jahren, als der Kaffeeanbau eingestellt wurde und der Viehzucht auf dem Lande Platz machte, ging die Bevölkerung deutlich zurück, wobei nur noch eine Minderheit auf dem Lande wohnt.

### Industrielle Entwicklung
Mitte der 1990er Jahre wurde in Ivaté eine Alkoholfabrik zur Verarbeitung von Zuckerrohr errichtet. Dies führte zu einer Ausweitung des Zuckerrohranbaus, der heute 70 % der Vegetationsfläche der Gemeinde einnimmt. Die Fabrik ist in der Gemeinde sehr einflussreich, die städtische Bevölkerung hat einen hohen Anteil an ländlichen Tagelöhnern (boias frias), die den Bedarf an Erntearbeit decken. Diese Nachfrage wird durch eine saisonale Migration von etwa 400 Personen aus Minas Gerais und Bahia und den umliegenden Gebieten ergänzt, die auf der Suche nach Arbeit zum Zuckerrohrschneiden kommen. Aufgrund dieses Bevölkerungsanteils baut das Werk selbst Sozialwohnungen für seine Arbeiter.

### Erhebung zum Munizip
Ivaté wurde durch das Staatsgesetz Nr. 8.970  vom 2. Mai 1989 in den Rang eines Munizips erhoben und am 1. Januar 1993 als Munizip installiert.

## Geografie

### Fläche und Lage

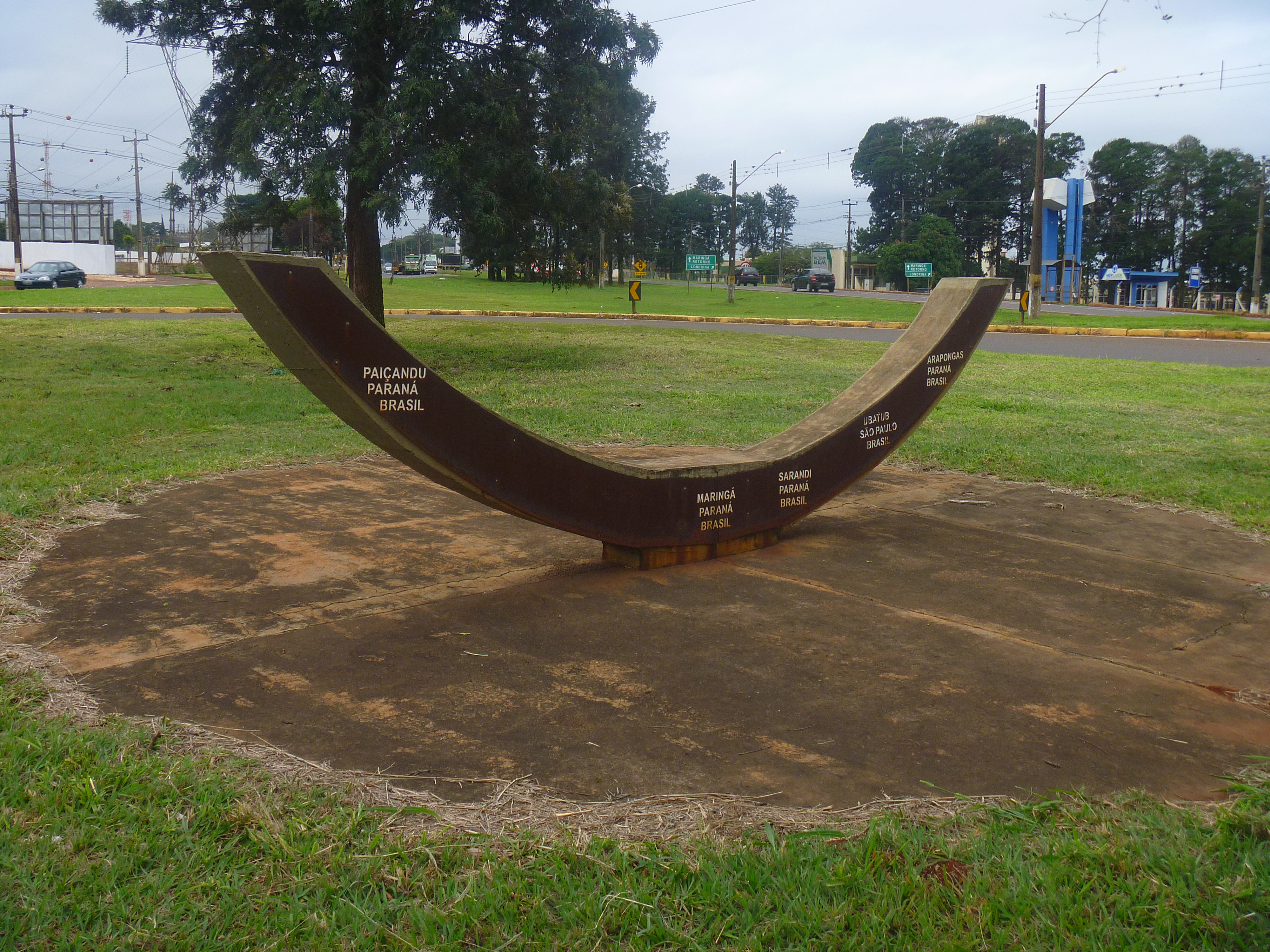
Markierung des Wendekreises des Steinbocks

Ivaté liegt auf dem Terceiro Planalto Paranaense (der Dritten oder Guarapuava-Hochebene von Paraná) auf 23° 24′ 32″ südlicher Breite und 53° 22′ 8″ westlicher Länge. Durch das Munizip verläuft der südliche Wendekreis, der Wendekreis des Steinbocks. Es hat eine Fläche von 411 km². Es liegt auf einer Höhe von 397 Metern.

### Vegetation
Das Biom von Ivaté ist Mata Atlântica.

### Klima
In Ivaté herrscht tropisches Klima. Die meiste Zeit im Jahr ist mit erheblichem Niederschlag zu rechnen. Selbst im trockensten Monat fällt eine Menge Regen. Die Klimaklassifikation nach Köppen und Geiger lautet Af. Es herrscht im Jahresdurchschnitt eine Temperatur von 22,9 °C. Innerhalb eines Jahres gibt es 1512 mm Niederschlag.

### Gewässer
Der Ivaí bildet die nördliche Grenze des Munizips. Der Córrego 215 und der Ribeirão da Prata fließen in nördlicher Richtung dem Ivaí zu. Nördlich der Stadt in der Nähe der Fazenda Serra Dourada entspringt der Córrego Maravilha und fließt nach Norden ebenfalls zum Ivaí.

### Straßen
Ivaté liegt an der PR-082 von Cianorte nach Porto Camargo im Munizip Icaraima am Paraná. Über die PR-182 kommt man im Süden nach Umuarama.

### Nachbarmunizipien
| Querência do Norte | Santa Cruz de Monte Castelo                 | Loanda    |
| Icaraíma           | Kompassrose, die auf Nachbargemeinden zeigt | Douradina |
|                    | Umuarama                                    |           |

## Stadtverwaltung
Bürgermeister: Denílson Vaglieri Prevital, MDB (2021–2024)

## Demografie

### Bevölkerungsentwicklung
| Jahr | Einwohner | Stadt | Land |
| ---- | --------- | ----- | ---- |
| 2000 | 6.925     | 57 %  | 43 % |
| 2010 | 7.514     | 70 %  | 30 % |
| 2021 | 6.831     |       |      |

Quelle: IBGE, bis 2010: Volkszählungen und Volkszählung 2022

### Ethnische Zusammensetzung
| Gruppe *    | 2000    | 2010    | |
| ----------- | ------- | ------- | --- |
| Weiße       | 53,7 %  | 50,5 %  | wer sich als weiß erklärt                                                                                     |
| Schwarze    | 4,2 %   | 2,4 %   | wer sich als schwarz erklärt                                                                                  |
| Gelbe       | 1,3 %   | 0,1 %   | Personen fernöstlicher Herkunft wie japanisch, chinesisch, koreanisch etc.                                    |
| Braune      | 40,3 %  | 47,0 %  | wer sich als braun erklärt oder wer sich mit einer Mischung von zwei oder mehr der fünf Gruppen identifiziert |
| Indigene    | 0,1 %   | -       | wer sich als Ureinwohner oder Indio erklärt                                                                   |
| ohne Angabe | 0,3 %   | -       | |
| Gesamt      | 100,0 % | 100,0 % | |

*) Das IBGE verwendet für Volkszählungen seit 1991 ausschließlich diese fünf Gruppen. Die Gruppenzugehörigkeit wird bei der Befragung vom Einwohner selbst festgelegt. Das IBGE verzichtet bewusst auf Erläuterungen.
Quelle: IBGE (Stand: 1991, 2000 und 2010)

## Fremdenverkehr
Ivaté verfügt über ein bedeutendes touristisches Potenzial, da die Flüsse, die die Stadt umgeben, Möglichkeiten zum Sportangeln, Baden und für andere Wassersportarten bieten.
Neben den Naturschönheiten sind es vor allem die Feste der Stadt wie Karneval, Stadtjubiläum, Reitveranstaltungen und Silvester, die aufgrund des abwechslungsreichen Angebots an Gastronomie, Freizeit und künstlerischen Darbietungen einen großen Besucherstrom anziehen.